# Jednosłowo
jednosłowo – debiutancki album zespołu Tabu wydany w 2006 roku.

## Lista utworów
1. „Daptro” - 3:27
2. „I Tell You” - 3:19
3. „Wojownik” - 2:57
4. „Dziękuje Ci Jah” - 6:17
5. „Love Fill My Soul” - 4:38
6. „Słoneczne (puść mnie w radiu proszę)” - 3:24
7. „Sarny” - 2:51
8. „Uciekam” - 4:18
9. „Everybody Knows” - 3:40
10. „Tyle Mam” (feat. Grizzlee) - 4:28
11. „Jednosłowo” - 4:30

## Twórcy
- Rafał Karwot - wokal
- Marcin Suchy - gitara, gitara akustyczna, wokal
- Łukasz Kulikowski - gitara basowa
- Kamil Machulec - gitara
- Jakub Kuznicius - perkusja
- Marcin Wacławczyk - keyboard
- Marcin Nyrek - puzon, wokal
- Patryk Cyran - saksofon
- Kacper Skoneczny - trąbka

Gościnnie:
- Tom Taplikort - kongi, przeszkadzajki
- "Grizzlee” - wokal